# Högkostnadsskydd
Högkostnadsskydd är en allmän förmån som innebär att man blir skyddad från alltför höga egna utgifter för sjukvård. Högkostnadsskyddet omfattar alla svenska medborgare och under vissa omständigheter personer från EES-området och Schweiz, bl.a. måste man vara folkbokförd i Sverige. Även personer som har anställning i Sverige, men inte är fast bosatta här har rätt till de flesta delarna av högkostnadsskyddet.
Skyddet omfattar:
- Läkemedel[2]
- Medicinteknisk utrustning för privat bruk
- Öppen sjukvård, sjukvårdande behandling
- Sjukresor

## Exempel
Läkemedel: Maximalt 2 400 kr under en tolvmånadersperiod räknad från datum för det första köptillfälle som ingår i perioden. Patienten betalar 100 procent av den verkliga kostnaden i intervallet 0–1 175 kr, 50 procent av den i intervallet 1 176–2 243 kr, 25 procent av den i intervallet 2 244–4 167 kr, 10 procent av den i intervallet 4 168–5 767 kr och 0 procent av kostnaden därutöver. För patienten blir den maximala kostnaden under perioden alltså  1 175 kr + 534 kr + 481 kr + 160 kr + 0 kr = 2 350 kr. När man nått 2 350 kr får man ett frikort för den del av tolvmånadersperioden som återstår. Högkostnadsskyddet gäller endast läkemedel som av tand- och läkemedelsförmånsverket (TLV) beslutat ska ingå i förmånen. Detta kan gälla receptbelagda läkemedel samt vissa receptfria läkemedel utskrivna på recept, om de behövs för att lindra ett kroniskt tillstånd. Naturläkemedel ingår inte i förmånen.
Öppen sjukvård: Maximalt 1 400 kronor/år. 
Sjukresor: Maximalt 1 500 kronor/år.
Medicinteknisk utrustning: Maximalt 2 000 kronor/år.

## Frikort
Så kallat frikort får man då högkostnadsskyddet träder in. Detta kort gäller i tolv månader från den dag då man gjorde det första besöket och fyller funktionen som betalkort. Frikortet intygar att man är befriad från ytterligare kostnader under den tid kortet är giltigt. Barn inom samma familj/skrivna på samma adress går alla under ett och samma högkostnadsskydd, vilket innebär att man bara behöver betala 2 200 kronor per år för alla barnen i familjen totalt, oavsett om det gäller läkemedel, medicinteknisk utrustning eller något annat som högkostnadsskyddet täcker.

## Asylsökande
För asylsökande i Sverige gäller speciella regler.  Asylsökande som visar upp sitt LMA-kort vid vårdbesok betalar lägre vårdavgifter än övriga vårdtagare.  Dessutom, genom att ansöka om särskilt bidrag hos Migrationsverket, den asylsökande kan få ersättning för kostnader för sjukvård och medicin som överstiger 400 kronor per halvår.

## Tandvård
Högkostnadsskyddet för tandvård i Sverige gäller personer som är 24 år eller äldre. För att komma åt högkostnadsskyddet måste du först betala en egenavgift på 50 kr per tandläkarbesök som räknas ihop över ett år. Därefter gäller högkostnadsskyddet när utgifterna för tandvård överstiger en viss gräns under samma år. För vuxna mellan 24 och 29 år är gränsen 3 000 kronor per år medan gränsen är 1 150 kronor för personer över 29 och upp till 64 år.
När man når högkostnadstäckningen betalar man endast 50 kr per tandläkarbesök resten av året. Det gäller all tandvård som ingår i det allmänna tandvårdsstödet som omfattar grundläggande tandvård som undersökning, tandstensborttagning, fyllningar och tandutdragning. Den gäller inte kosmetisk tandvård eller annan behandling som inte ingår i det allmänna tandvårdsbidraget.